# 맹그로브숲
맹그로브숲(Mangrove forest)은 맹그로브늪, 맹그로브 덤불 또는 망갈(mangal)이라고도 불리며 해안 조간대에서 발생하는 생산적인 습지이다. 맹그로브숲은 주로 열대 및 아열대 위도에서 자란다. 맹그로브는 영하의 기온을 견딜 수 없기 때문이다. 약 80종의 맹그로브가 있으며, 모두 저산소 토양 지역에서 자란다. 토양의 흐름이 느리기 때문에 미세한 퇴적물이 쌓일 수 있다.
많은 맹그로브숲은 나무가 물 위의 죽마 위에 서 있는 것처럼 보이게 만드는 버팀 뿌리가 빽빽하게 얽혀 있는 것으로 알아볼 수 있다. 대부분의 맹그로브는 하루에 적어도 두 번 물에 잠기므로 뿌리가 엉키면 나무가 매일의 조수의 상승과 하강을 처리할 수 있다. 뿌리는 조수의 움직임을 느리게 하여 퇴적물이 물 밖으로 가라앉아 진흙탕 바닥을 쌓게 한다. 맹그로브숲은 해안선을 안정시켜 폭풍해일, 해류, 파도, 조수로 인한 침식을 줄인다. 맹그로브의 복잡한 뿌리 체계는 또한 이 숲을 포식자로부터 먹이와 피난처를 찾는 물고기와 기타 유기체에게 매력적인 곳으로 만든다.
맹그로브숲은 육지, 바다, 대기 사이의 경계면에 서식하며 이러한 시스템 사이의 에너지와 물질 흐름의 중심이다. 홍수 예방, 영양분과 폐기물의 저장 및 재활용, 경작 및 에너지 전환을 포함하여 맹그로브 생태계의 다양한 생태학적 기능으로 인해 많은 연구 관심을 끌었다. 숲은 해양 퇴적물에 상당한 양의 탄소를 저장하는 주요 블루카본 시스템으로, 기후변화의 중요한 조절자가 된다. 해양 미생물은 이러한 맹그로브 생태계의 핵심 부분이다. 그러나 맹그로브 미생물군집이 높은 생태계 생산성과 요소의 효율적인 순환에 어떻게 기여하는지에 대해서는 아직 밝혀져야 할 것이 많이 남아 있다.